# Hynobius
Hynobius ist eine Gattung der Schwanzlurche (Caudata) aus der Familie der Winkelzahnmolche.

## Merkmale
Die Haut dieser Molche ist glatt. Die Extremitäten besitzen jeweils fünf Zehen. Lungen sind vorhanden. Die Zähne des Gaumens sind in einem V-förmigen Winkel aufgereiht. Rippenfurchen und Ohrdrüsenwülste sind gut ausgebildet. Der Schwanz ist seitlich abgeflacht. Die Larven sind limnophil, das heißt die Larvalphase wird in Stillgewässern verbracht.

## Vorkommen
Das Verbreitungsgebiet der Arten dieser Gattung umfasst Japan, Korea, China und den fernen Osten Russlands. Möglicherweise gibt es auch in Zentralasien, auf dem Gebiet der ehemaligen UdSSR zwischen Pamir und Samarqand, Vorkommen.

## Systematik
Die Gattung umfasst 65 Arten:
Stand 7. Oktober 2023
- Hynobius abei Sato, 1934
- Hynobius abuensis Matsui, Okawa, Nishikawa & Tominaga, 2019[5]
- Hynobius akiensis Matsui, Okawa & Nishikawa, 2019[5]

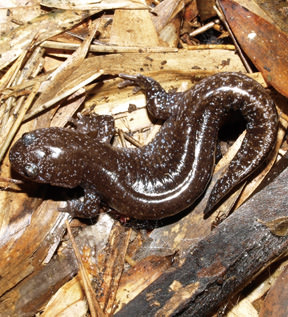
Hynobius abei – vom Aussterben bedroht, in Japan endemisch

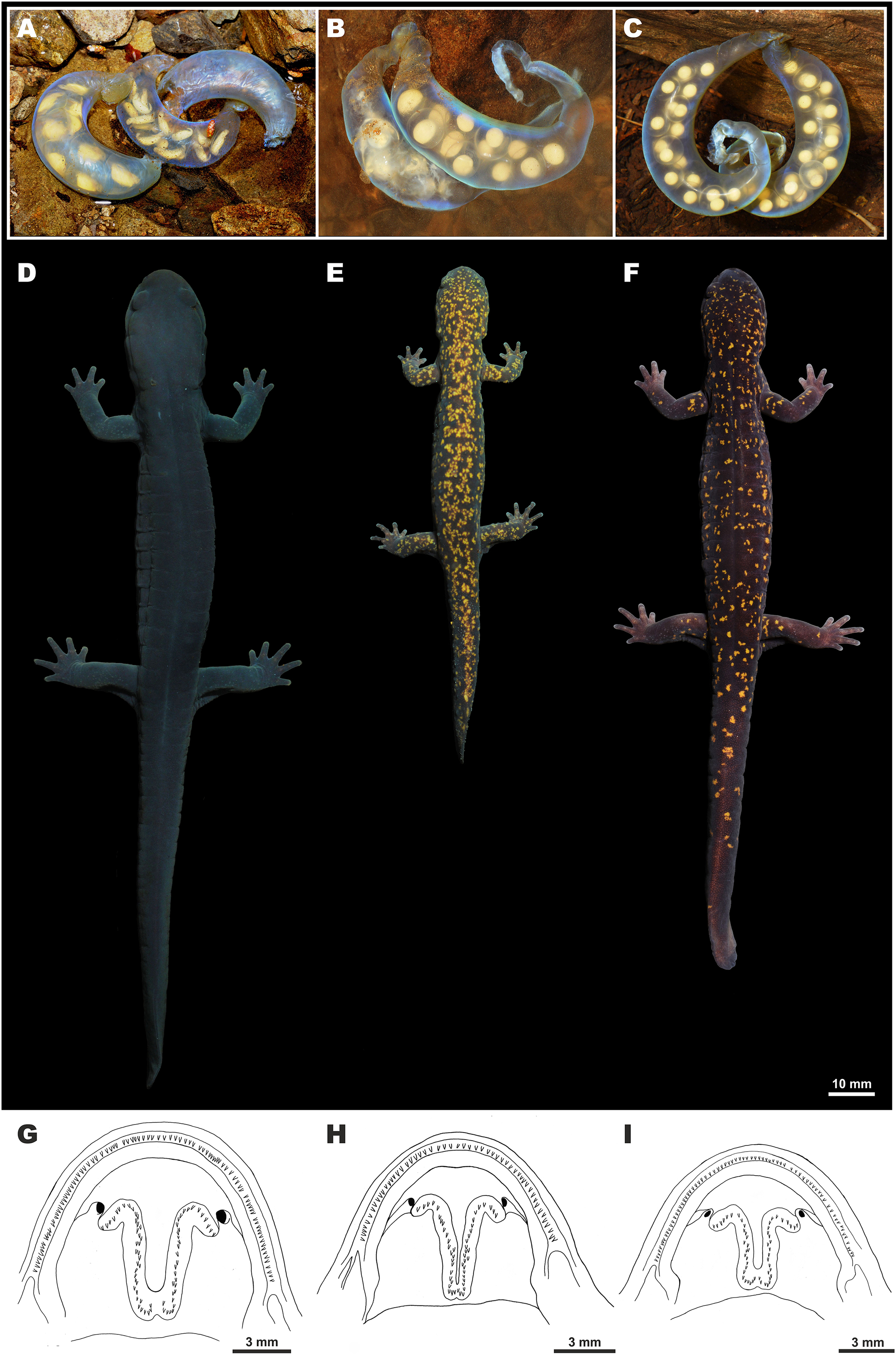
Morphologie-Vergleich der Arten
Hynobius boulengeri (links),
Hynobius kimurae (Mitte) und
Hynobius fossigenus (rechts)

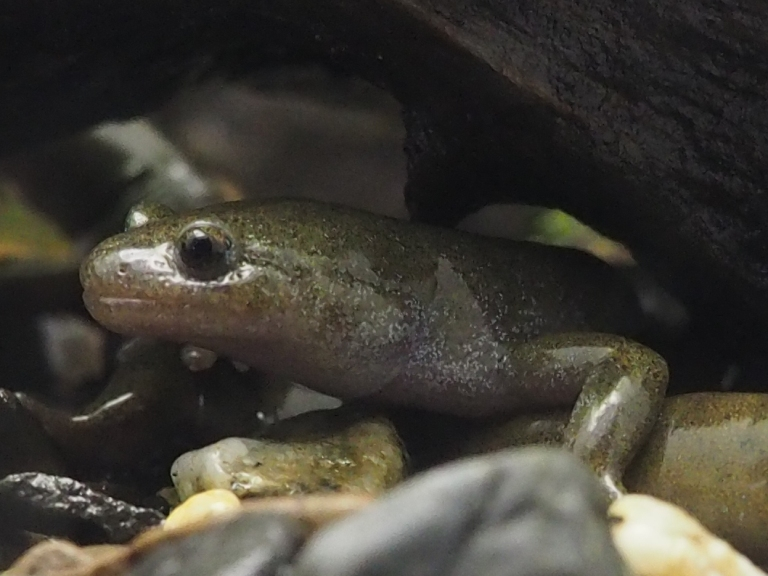
Hynobius dunni – stark gefährdet, in Japan endemisch

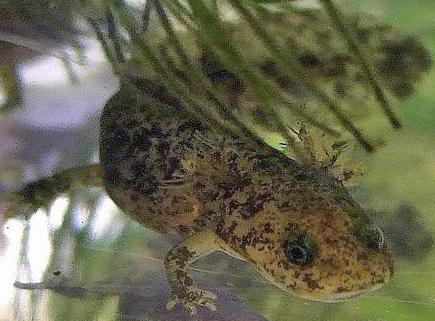
Hynobius kimurae, Larve

- Hynobius amabensis Sugawara & Nagano, 2023[6]
- Hynobius amakusaensis Nishikawa & Matsui, 2014[7]
- Hynobius amjiensis Gu, 1992
- Hynobius arisanensis Maki, 1922
- Hynobius bakan Matsui, Okawa & Nishikawa, 2019[5]
- Hynobius boulengeri (Thompson, 1912)
- Hynobius chinensis Günther, 1889
- Hynobius dunni Tago, 1931
- Hynobius formosanus Maki, 1922
- Hynobius fossigenus Okamiya, Sugawara, Nagano & Poyarkov, 2018[8]
- Hynobius fucus Lai & Lue, 2008
- Hynobius geiyoensis Sugawara, Naito, Iwata & Nagano, 2022[9]
- Hynobius geojeensis Min & Borzée, 2021[10]
- Hynobius glacialis Lai & Lue, 2008
- Hynobius guabangshanensis Shen, 2004
- Hynobius guttatus Tominaga, Matsui, Tanabe & Nishikawa, 2019[11]
- Hynobius hidamontanus Matsui, 1987
- Hynobius hirosei Lantz, 1931
- Hynobius ikioi Matsui, Nishikawa & Tominaga, 2017[12]
- Hynobius iwami Matsui, Okawa, Nishikawa & Tominaga, 2019[5]
- Hynobius katoi Matsui, Kokuryo, Misawa & Nishikawa, 2004
- Hynobius kimurae Dunn, 1923
- Hynobius kuishiensis Tominaga, Matsui, Tanabe & Nishikawa, 2019[11]
- Hynobius kunibiki Sugawara, Iwata, Yamashita & Nagano, 2021[13]
- Hynobius leechii Boulenger, 1887
- Hynobius lichenatus Boulenger, 1883
- Hynobius maoershanensis Zhou, Jiang & Jiang, 2006
- Hynobius mikawaensis Matsui, Misawa, Nishikawa & Shimada, 2017[14]
- Hynobius miyazakiensis Sugawara, Nagano & Sueyoshi, 2023[6]
- Hynobius nagatoensis Sugawara, Tahara, Matsukoji & Nagano, 2022[15]
- Hynobius naevius (Temminck & Schlegel, 1838)
- Hynobius nebulosus (Temminck & Schlegel, 1838)
- Hynobius nigrescens Stejneger, 1907
- Hynobius nihoensis Sugawara, Nagano & Nakazono, 2022[15]
- Hynobius notialis Min & Borzée, 2021
- Hynobius okiensis Sato, 1940
- Hynobius oni Kanamori, Nishikawa, Matsui & Tanabe, 2022[16]
- Hynobius osumiensis Nishikawa & Matsui, 2014[7]
- Hynobius owariensis Sugawara, Fujitani, Seguchi, Sawahata & Nagano, 2022
- Hynobius oyamai Tominaga, Matsui & Nishikawa, 2019[17]
- Hynobius perplicatus Min & Borzée, 2021
- Hynobius quelpaertensis Mori, 1928
- Hynobius retardatus Dunn, 1923
- Hynobius sematonotos Tominaga, Matsui & Nishikawa, 2019[17]
- Hynobius sengokui Matsui, Misawa, Yoshikawa & Nishikawa, 2022
- Hynobius setoi Matsui, Tanabe & Misawa, 2019[5]
- Hynobius setouchi Matsui, Okawa, Tanabe & Misawa, 2019[5]
- Hynobius shinichisatoi Nishikawa & Matsui, 2014[7]
- Hynobius sonani (Maki, 1922)
- Hynobius stejnegeri Dunn, 1923
- Hynobius sumidai Sugawara, Naito, Iwata & Nagano, 2022
- Hynobius takedai Matsui & Miyazaki, 1984
- Hynobius tokyoensis Tago, 1931
- Hynobius tosashimizuensis Sugawara, Watabe, Yoshikawa & Nagano, 2018[18]
- Hynobius tsuensis Abé, 1922
- Hynobius tsurugiensis Tominaga, Matsui, Tanabe & Nishikawa, 2019[11]
- Hynobius turkestanicus Nikolskii, 1910
- Hynobius unisacculus Min, Baek, Song, Chang & Poyarkov, 2016[19]
- Hynobius utsunomiyaorum Matsui & Okawa, 2019[5]
- Hynobius vandenburghi Dunn, 1923
- Hynobius yangi Kim, Min & Matsui, 2003
- Hynobius yiwuensis Cai, 1985